# Satellite Football Club du Plateau
Le Satellite Football Club du Plateau est un club ivoirien de football basé à Abidjan. Il joue ses matches au Stade Imam Ali Timité situé à Bondoukou, dans l'est du pays. En 2008, il évolue en Championnat de Côte d'Ivoire de football de 3e division.

## Palmarès
- Championnat de Côte d'Ivoire
  - Vice-champion : 2001

## Ancien joueurs
- Maguy Serge Alain
- Lézou Dogba

•   🇨🇮 Soro Lamoussa (2004-2005) GK